# کبالت(II) اکسید
اکسید کبالت(II) (به انگلیسی: Cobalt(II) oxide) با فرمول شیمیایی CoO یک ترکیب شیمیایی با شناسه پاب‌کم 9942118 است. که جرم مولی آن 74.9326 g/mol می‌باشد. شکل ظاهری این ترکیب، پودر سیاه است.